# Faggete del S. Lorenzo
Faggete del S. Lorenzo este o arie protejată (arie specială de conservare — SAC, sit de importanță comunitară — SCI) din Italia întinsă pe o suprafață de 761 ha, integral pe uscat.

## Localizare
Centrul sitului Faggete del S. Lorenzo este situat la coordonatele 42°51′40″N 13°13′20″E / 42.861111°N 13.222222°E.

## Înființare
Situl Faggete del S. Lorenzo a fost declarat sit de importanță comunitară în iunie 1995 pentru a proteja 6 specii de animale. Situl a fost protejat și ca arie specială de conservare în decembrie 2016.

## Biodiversitate
Situată în ecoregiunea continentală, aria protejată conține 6 habitate naturale: Liziere de ierburi înalte hidrofile de câmpie și de nivel montan până la alpin, Păduri de fag din Apenini cu Taxus și Ilex, Pajiști alpine și boreale, Pajiști alpine și subalpine calcaroase, Formațiuni de Juniperus communis pe lande sau pajiști calcaroase, Pajiști uscate seminaturale și facies de acoperire cu tufișuri pe substraturi calcaroase (Festuco-Brometalia) (* situri importante pentru orhidee).
La baza desemnării sitului se află mai multe specii protejate:
- păsări (4): uliu păsărar (Accipiter nisus), vânturel roșu (Falco tinnunculus), pitulice de munte (Phylloscopus bonelli), mugurarul (Pyrrhula pyrrhula)
- amfibieni (1): Triturus carnifex
- mamifere (1): lupul (Canis lupus)